# Árpád Miklós
Árpád Miklós, pseudonimo di Péter Kozma (Budapest, 11 settembre 1967 – New York, 3 febbraio 2013), è stato un attore pornografico ungherese.

## Biografia
Nato e cresciuto a Budapest, in pieno regime comunista, dopo il diploma si laurea in chimica e per circa dieci anni lavora per diverse aziende chimiche e farmaceutiche. Per paura di essere arrestato, da ragazzo non riesce a vivere mai interamente la propria omosessualità, ma dopo il crollo del comunismo, con il ritorno della libertà di stampa e di parola, nel paese iniziano a circolare le prime riviste pornografiche e i magazine di orientamento LGBT. Attraverso vari annunci, pubblicati su queste riviste, Miklós inizia a vivere le prime esperienze sessuali con uomini e proprio grazie ad uno di questi annunci viene notato e contattato dall'agente del regista Kristen Bjorn.

### Carriera
Debutta così nel mondo del cinema pornografico nel 1995, grazie al regista Kristen Bjorn che lo fa lavorare in tre suoi film. Lavora sotto lo pseudonimo di Francois Kagylo per il film prodotti nell'Europa dell'Est, in seguito si muove verso gli Stati Uniti ed inizia una prolifica carriera che lo porta a lavorare in oltre 60 film, sotto la direzione di registi come John Rutherford, Jerry Douglas, e Chi Chi LaRue. Lavora indistintamente per le più importanti case di produzione, tra cui COLT Studio Group, Falcon Studios, Raging Stallion Studios e Titan Media.
Nel 2004 vince un Adult Erotic Gay Video Awards per la sua performance in BuckleRoos Part I e un GayVN Awards la sua performance di autofellatio sempre in BuckleRoos Part I. Miklos, nei suoi film, si esibisce esclusivamente come attivo (ma pratica anche fellatio da passivo), e fuori dal set lavora anche come escort a New York.
Nel 2009 lavora come straight-for-pay interpretando la sua prima scena etero con Holly Heart per il sito StraightGuys4GayEyes, suscitando alcune polemiche.
Nel giugno 2010 viene scelto per essere rappresentato su una linea di teli da mare, ideata da Butt Magazine in collaborazione con la catena di abbigliamento American Apparel. Per ogni asciugamano venduto, parte dei ricavati sono andati all'Ali Forney Center, un'organizzazione newyorkese che fornisce alloggi e servizi a giovani gay senza tetto.
All'inizio del 2012 appare nel videoclip di Hood, singolo del cantautore statunitense Perfume Genius, suscitando alcune controversie, quando YouTube decise di censurare preventivamente il video, etichettandolo come "non adatto alle famiglie".

### Morte
Nel febbraio 2013, all'età di 45 anni, è stato trovato morto nel suo appartamento dell'East Side di New York per un apparente suicidio. L'attore ha lasciato un messaggio con le istruzioni per il suo servizio funebre senza spiegare le motivazioni del suo gesto. La polizia accanto al corpo ha trovato alcool e flaconi di pillole. Il motivo di tale gesto potrebbe essere una forte depressione in cui l'attore era caduto da tempo.

## Premi

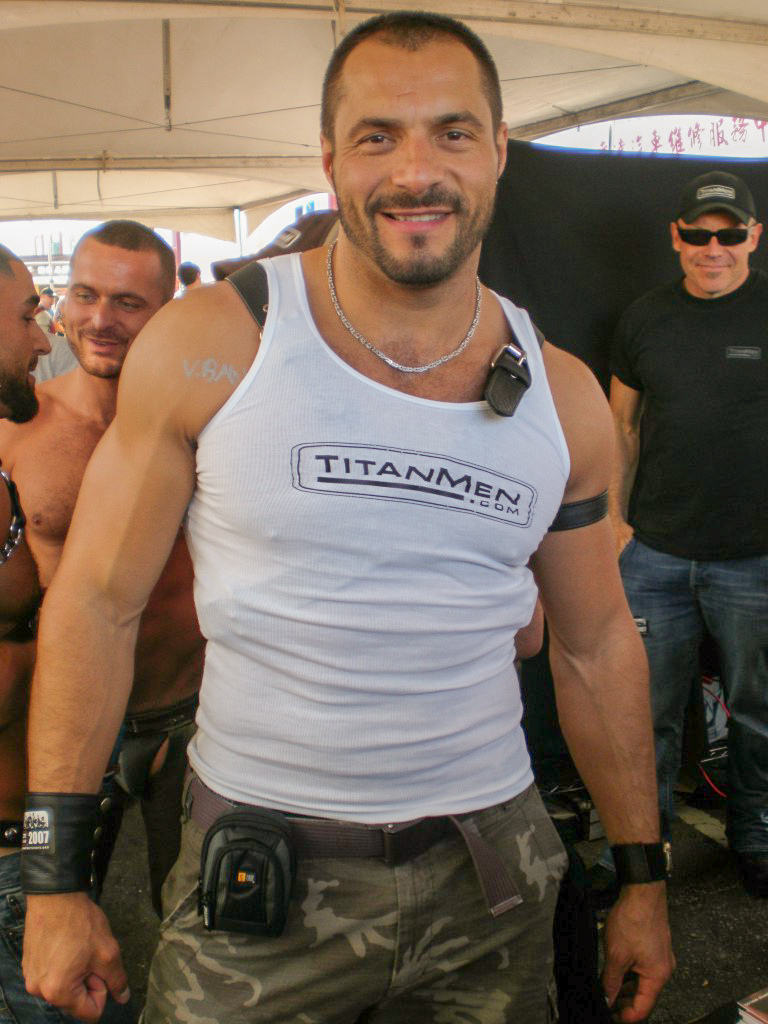
Arpad Miklos

- Adult Erotic Gay Video Awards 2004 - Hottest Cum Shots (BuckleRoos Part I)
- GayVN Awards 2005 - Best Solo Performance (BuckleRoos Part I)
- International Escort Awards 2006 - Best Top Escort[7]
- International Escort Awards 2008 - Best Porn Star Escort[8]
- International Escort Awards 2009 - Sexiest Escort (ex aequo con Marcel)[9]
- International Escort Awards 2010 - Best Top[10]
- International Escort Awards 2011 - Best Personal Website
- Grabby Awards 2011 - Hottest Cum Scene (con Samuel Colt, Alessio Romero, Brenn Wyson)[11]
- International Escort Awards 2012 - Best Daddy

## Filmografia
| - [2] for the Taking - 69: Discover the Secret - Ace in the Hole - Bed Heads - Beef Cake - Big Blue in the Boiler Room - Blue - Boiler - Bone Island - BoneSucker - Bootstrap - BuckleRoos Part I - Comrades in Arms - CSI: Cock Scene Investigators - Cute Enough to Eat - Defined - Drifters - Driven - Entourage - Fire Island Cruising 6 - Folsom Leather - Fucking with the Stars - Get a Load Off - Hell Room - Hole Patrol - Humping Iron - Hungary for Men - Isle of Men, The |  | - Jarhead 2 - LeatherBound - Man Made - Manhattan Heat - Manhunt The Movie - Medic Men - Muscle Bear Truck Stop - Nick Capra: Dirty Talk - Night Shift - Nomads - Poolboy - Private Lowlife - Prowl 4 - Ram Tough - Rebel - Road to Temptation, The - Shacked Up - Skuff II - Stoked 2 - Taking Flight - The Hard Way - Thick as Thieves - Truckstop Daddy 2 - Tune Up - Uncut Fuckers - Vampire of Budapest, The - When Bears Attack |